# Vizmanos
Vizmanos – gmina w Hiszpanii, w prowincji Soria, w Kastylii i León, o powierzchni 24,31 km². W 2011 roku gmina liczyła 27 mieszkańców.